# Ejpovický tunel
Ejpovický tunel je železniční tunel na trati 170 Praha–Plzeň mezi železniční stanicí Ejpovice a železniční zastávkou Plzeň-Doubravka. Stavba tunelu, započatá v roce 2013, byla součástí modernizace západní části III. vnitrostátního tranzitního železničního koridoru. Tunel byl uveden do provozu v listopadu a v prosinci 2018. Výstavbou a otevřením tohoto tunelu byla zkrácena železniční trať z Prahy do Plzně o 6,1 km a zkrácena přepravní doba až o 9 minut, neboť železniční trať přestala opisovat severní oblouk k Chrástu a údolím Berounky. Stávající trať v úseku Plzeň-Doubravka až Chrást u Plzně je zrušena a úsek Chrást–Ejpovice je přebudován na jednokolejnou trať propojující trať Praha–Plzeň s tratí Chrást–Radnice.
Objednatelem stavby tunelu bylo Ministerstvo dopravy ČR, resp. Správa železniční dopravní cesty (SŽDC), dodavatelem bylo Sdružení MTS+SBT – MTÚ Rokycany-Plzeň (Metrostav a Subterra), projektantem byl Sudop Praha a autorem realizační dokumentace tunelu pak Metroprojekt Praha. Technický dozor investora provádělo sdružení Inženýring dopravních staveb a SATRA. Geotechnologický monitoring provádělo sdružení GEOtest a Angermeier Engineers. Celková cena modernizace trati Rokycany–Plzeň, která zahrnuje i stavbu tunelů Ejpovice, byla předpokládána na  7 326 302 015 Kč, vítězná nabídka, kterou podalo sdružení firem Metrostav a Subterra, činila 3 972 925 902 Kč. Maximálně 3 419 440 199 Kč bylo spolufinancováno z Fondu soudržnosti v rámci Operačního programu Doprava. Národní spolufinancování bylo realizováno prostřednictvím Státního fondu dopravní infrastruktury.
Od 15. listopadu 2018 byl jižní tubus tunelu ve zkušebním provozu, oběma tubusy se jezdí od 7. prosince 2018, nejvyšší povolená rychlost je od září 2019 stanovena na 160 km/h s výhledovým zvýšením na 200 km/h. Svojí délkou cca 4150 metrů je tunel nejdelším železničním tunelem v České republice.

## Historie záměru
Historie záměru výstavby tunelu je spjata s historií modernizace III. tranzitního železničního koridoru na území Česka a jeho integrace do evropské železniční sítě. Tento záměr byl historicky upraven a zachycen v nejrůznějších dokumentech, například v Zásadách modernizace z roku 1992 pro Československo a v upravené podobě z roku 1993 pro Českou republiku, ve Směrnici generálního ředitele SŽDC č. 16/2005, v usnesení vlády č. 145/2001 a v usnesení vlády č. 885/2005 či v Harmonogramu výstavby dopravní infrastruktury v letech 2008–2013 s aktualizací pro roky 2010–2012 (2015).

## Průběh výstavby

### 2001
Od listopadu 2001 do června 2002 byla zpracována Studie proveditelnosti 3. tranzitního koridoru Mosty u Jablunkova - Cheb st. hranice.

### 2002
Byly zpracovány územně-technické studie Českých drah, Divize dopravní cesty k optimalizaci traťového úseku Praha-Smíchov – Plzeň zahrnující objekty tunel Homolka o délce 2 400 metrů, tunel Chlum o délce 1 300 metrů, zastávku Plzeň-Újezd, podchod k ulici Ke svatému Jiří a podchod v Moravské ulici.

### 2003
V období leden až říjen 2003 byla zpracována přípravná dokumentace pro územní řízení. Tehdejší záměr předpokládal následující termíny:
- 30. 4. 2004 – vydání územního rozhodnutí a schválení přípravné dokumentace
- 31. 3. 2005 – ukončení výběrového řízení
- 31. 10. 2005 – dokončení zpracování projektu
- 1. 3. 2006 – zahájení stavby
- 30. 11. 2009 – ukončení stavby

### 2004
V období od března do července 2004 byla provedena aktualizace studie proveditelnosti 3. tranzitního koridoru. V období říjen 2004 až duben 2005 bylo zpracováno posouzení dopadu na životní prostředí.

### 2005
V dubnu 2005 vydalo Ministerstvo životního prostředí pro úsek Ejpovice–Plzeň zahrnující stavbu tunelů stanovisko k posouzení vlivu provedení záměru na životní prostředí.

### 2006
V květnu 2006 bylo pro vydáno územní rozhodnutí a dále provedena druhá aktualizace Studie proveditelnosti 3. tranzitního koridoru. Od března 2006 do října 2007 byla společností SUDOP Praha a Metroprojekt Praha zpracována projektová dokumentace pro stavební povolení.

### 2008
V srpnu 2008 došlo ke změně územního rozhodnutí, v návaznosti na to byl v období říjen až listopad 2008 zpracován dodatek přípravné dokumentace a byla dopracována druhá aktualizace studie proveditelnosti 3. tranzitního koridoru. Současně s tím byl roku 2008 zahájen výkup potřebných pozemků.

### 2009
V období březen až září 2009 byl zpracován dodatek projektu stavby a v období listopad 2009 až srpen 2010 studie proveditelnosti pro trať Praha-Smíchov – Plzeň.

### 2010
Pro část stavby modernizace trati Rokycany - Plzeň bylo vydáno stavební povolení. Tato povolení však nezahrnovalo úsek zahrnující stavbu tunelů. Následně však byly všechny přípravné práce zastaveny. Podmínkou pro pokračování bylo nalezení úspor ve výši cca 10 %.

### 2011
V březnu 2011 došlo k úpravě požárně bezpečnostního řešení tunelů.

### 2012
V únoru 2012 bylo dokončeno zpracování zadávací dokumentace na zhotovitele stavby a dne 14. 2. 2012 zveřejněno výběrové řízení na zhotovitele stavby. V září 2012 bylo pro tento úsek vydáno stavební povolení, které však nabylo právní moci až v květnu 2013. Dne 10. 7. 2012 se uskutečnilo otevření obálek a 21. září 2012 proběhlo hodnocení nabídek. V říjnu 2012 byly třemi uchazeči podány námitky proti rozhodnutí o výběru a v listopadu 2012 bylo výběrové řízení dvěma uchazeči napadeno u Úřadu pro ochranu hospodářské soutěže.

### 2013
V dubnu 2013 vydal Úřadu pro ochranu hospodářské soutěže rozhodnutí, kterým návrh navrhovatelů zamítl. Následně byl proti tomuto rozhodnutí podán rozklad, který Úřad pro ochranu hospodářské soutěže dne 12. 7. 2013 rovněž zamítl. 17. 7. 2013 byla podepsána smlouva o dílo se zhotovitelem, kterým se stalo sdružení firem sdružení Metrostav a.s. a Subterra a.s. Dne 9. 8. 2013 proběhlo předání staveniště a 30. 9. 2013 byla výstavba zahájena skrývkou ornice v místě hloubeného úseku tunelu na východní straně vrchu Homolka u Kyšic. 15. 11. 2013 proběhlo slavnostní zahájení stavby před průmyslovým parkem Ejpovice.

### 2014
Probíhaly přípravné práce a především záchranný archeologický výzkum. Od ledna do září 2014 proběhlo výběrové řízení na technický dozor investora a od května 2014 do března 2015 výběrové řízení na geotechnologický monitoring.

### 2015

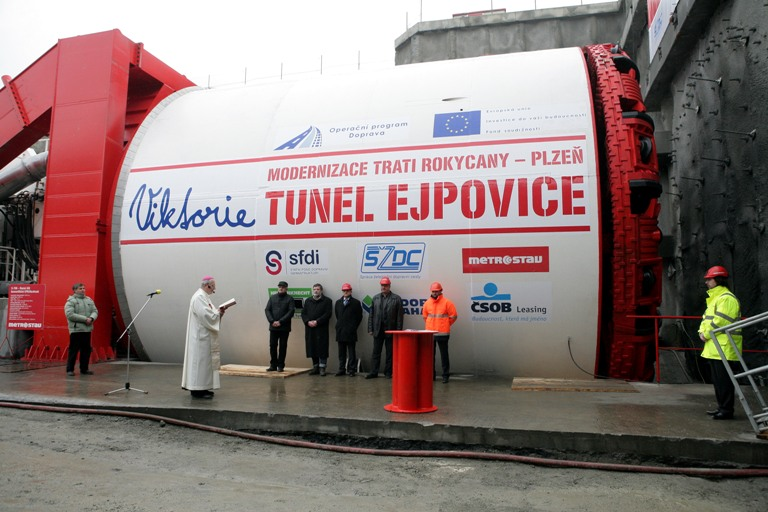
Žehnání štítu plzeňským biskupem Františkem Radkovským

- 23. 1. 2015 byl pokřtěn razicí štít a 31. 1. 2015 byla zahájena ražba jižního tubusu tunelu.
- 30. 3. bylo vyraženo 150 metrů. Hornina byla odvážena do lomu u Kyšic.[13]
- 12. 5. byl osazen dvoustý prstenec, vyraženo tedy bylo přes 400 metrů.
- 15. 6. byl vyražen první kilometr tubusu.
- 27. 9. byl vyraženo přibližně 2 100 metrů tunelu.
- V říjnu 2015 byl proveden odstřel skály před západním portálem tunelů.
- 6. 12. 2015 byl instalován provizorní silniční most v ulici Hlavní, která spojuje městskou části Plzně Újezd a Bukovec. Most chránil tuto dopravní komunikaci, po které byla mimo jiné vedena i městská autobusová doprava, v době, kdy byla v této geologicky komplikované oblasti prováděna ražba tunelů.

### 2016
- 12. 1. 2016 bylo vyraženo 3 000 metrů jižního tubusu.
- 30. 5. 2016 bylo vyraženo 4 000 metrů jižního tubusu a byla připravena prorážka.
- 7. 6. 2016 byla provedena prorážka jižního tubusu na západním portálu tunelu.[14]
- 15. 12. bylo vyraženo 1 008 metrů severního tubusu.[15]

### 2017
- 16. 1. 2017 bylo vyraženo 1 500 metrů severního tubusu.[16]
- V dubnu 2017 začaly práce na bezpečnostních propojkách mezi tubusy.
- 2. 5. 2017 bylo vyraženo téměř 3 000 metrů severního tubusu.[17]
- 26. 9. byla provedena tzv. malá prorážka.[18]
- 7. 10. byl proražen severní tubus tunelu.[19]

### 2018
- V lednu 2018 proběhlo postupné rozebrání a likvidace razícího štítu.[20]
- V létě 2018 probíhaly přípravné práce pro uvedení do provozu, zejména pokládka kolejí, na stavbě se pracovalo denně včetně nočních směn[21]
- Dokončování kolejí v jižním tubusu.[22]
- Dne 15. 11. byl do zkušebního provozu uveden jižní tubus, tunelem začaly jezdit nákladní vlaky.[23]
- Dne 16. 11. projel jižním tubusem první vlak s cestujícími a tunel byl slavnostně otevřen, začaly jím projíždět i pravidelné vlaky ve směru z Plzně, v protisměru měly začít jezdit od 17. 11.[24]
- Dne 7. 12. 2018 byl otevřen i severní tubus tunelu.[25]

## Technologie výstavby
Oba tubusy byly raženy pomocí razicího štítu TBM S 799, který byl dne 23. 1. 2015 pojmenován Viktorie. Vyroben byl firmou Herrenknecht a stavbařům předán 25. 6. 2014 v německém Schwanau. Celková délka stroje činila 110 metrů, hmotnost 1 800 t, ražený průměr činil 9,89 metru, výkon motoru 3 600 kW, maximální kroutící moment 27 658 kNm a počet otáček 0 až 4,5 za minutu.

## Parametry tunelu

### Vývoj technického řešení
Původním technickým řešením z roku 2003 byla stavba jednotubusového dvojkolejného tunelu, rozděleného zhruba v polovině hloubenou stavební jámou na východní tunel Homolka a západní tunel Chlum. Toto členění se zachovalo i po provedených změnách, neboť stavba měla být i nadále rozdělena dočasnou hloubenou středovou stavební jámou. Oba tunely měly být odděleny otevřeným zářezem s umístěním 400 metrů dlouhé železniční zastávky Plzeň-Újezd. Pro stavbu tunelu měla být použita nová rakouská tunelovací metoda. Souběžně s tunelem Homolka byl severně od něj umístěn menší evakuační tunel. Železniční trať měla být řešena na klasickém štěrkovém kolejovém loži.
Při zpracování projektové dokumentace pro stavební povolení v letech 2006–2007 došlo z rozhodnutí Magistrátu města Plzně ke zrušení zastávky Plzeň-Újezd, čímž se zlepšily výškové a směrové poměry stavby, Odpadl také hlavní důvod pro rozdělení na východní a západní část. Místo původně uvažovaného tunelu dvoukolejného bylo rozhodnuto vybudovat dva jednokolejné tunely (jižní tubus zůstává prakticky ve stejné trase jako původně zamýšlený dvoukolejný tunel, druhý je umístěn severněji). Tyto tunelové tubusy měly být vybaveny 14 vzájemnými propojkami pro případnou evakuaci, dále měly být vybudovány dvě požární nádrže, úniková šachta se dvěma schodišti, evakuační výtah, bezpečnostní tunelové výklenky, heliport, kamerový systém, nadzemní hydranty či zavodněné požární potrubí.
V roce 2009 byla dodatkem k projektu změněna jízdní dráha ze štěrkového lože na pevnou.
Při revizi požárně technického řešení tunelů roku 2011 byl omezen počet tunelových propojek z 14 na 8, zrušeny požární nádrže, výtah, druhé schodiště, heliport a omezen kamerový systém. Vybudovaná svislá šachta slouží pouze pro technologické účely.
Na základě vybrané nabídky zhotovitele, která počítala s užitím technologie TBM, odpadla potřeba bezpečnostních i trakčních výklenků. Hloubená středová jáma v prostoru mezi plzeňskými ulicemi Hlavní a K Úvozu byla nahrazena kruhovou pilotovu šachtou.

### Parametry realizované stavby
Tunelový komplex je tvořen dvěma tunelovými tubusy o vnitřním průměru 8,7 metru. Severní tunelový tubus má délku 4 174,2 metrů (4 143 m ražených, 31,2 m hloubených), jižní 4 150 metrů (4 110 m ražených, 40 m hloubených). Maximální osová vzdálenost tubusů je 48 metrů. Oba tunelové tubusy jsou vzájemně propojeny maximálně po 490 metrech osmi tunelovými propojkami, umožňujícími evakuaci cestujících do druhého tunelového tubusu.
Ostění každého tubusu je tvořeno betonovým prstencem o vnějším/vnitřním průměru 9,5/8,7 metrů, skládajícího se ze sedmi základních segmentů a jednoho vázacího. Délka jednoho prstence činí 2 metry a hmotnost 60 013 kg. Prstence byly vyrobeny v areálu firmy Armado v Dýšině, nedaleko vlastní stavby tunelů.
Odhad celkově vytěženého množství horniny činí 600 tisíc m3.
Vjezdový (východní portál) se nachází na staničení 95,850 km trati Praha–Plzeň severně od obce Kyšice. Dále tunel pokračuje dvěma tunelovými tubusy přibližně západním směrem, kde se pod masivem vrchu Chlum stáčí v poloměru 1 785 m k jihozápadu a na kilometru 100 vyúsťuje výjezdovým (západním) portálem.
V tunelu je po celé délce položena pevná jízdní dráha, čímž jde o nejdelší úsek železniční pevné jízdní dráhy v Česku.

### Parametry železniční trati
Tunel byl navržen tak, aby budovaná trať vyhovoval Evropské dohodě o mezinárodních železničních magistrálách a Evropské dohodě o nejdůležitějších trasách mezinárodní kombinované přepravy a souvisejících objektech, věnovaných hlavním tratím v Evropě. Po skončení zkušebního provozu by nejvyšší traťová rychlost měla činit 160 km/h, přechodnost kolejových vozidel by měla vyhovovat traťové třídě D4 dle Mezinárodní železniční unie, prostorová průchodnost podle ložné míry UIC-GB. Výhledově by měla trať splňovat i požadavky pro traťovou rychlost 200 km/h. Touto rychlostí by zde měly jezdit nově nakupované lokomotivy ČD, které jsou na tuto rychlost uzpůsobené. Od 26. září 2019 je v tunelu  povolená nejvyšší rychlost 160 km/h.

## Galerie

výstavba
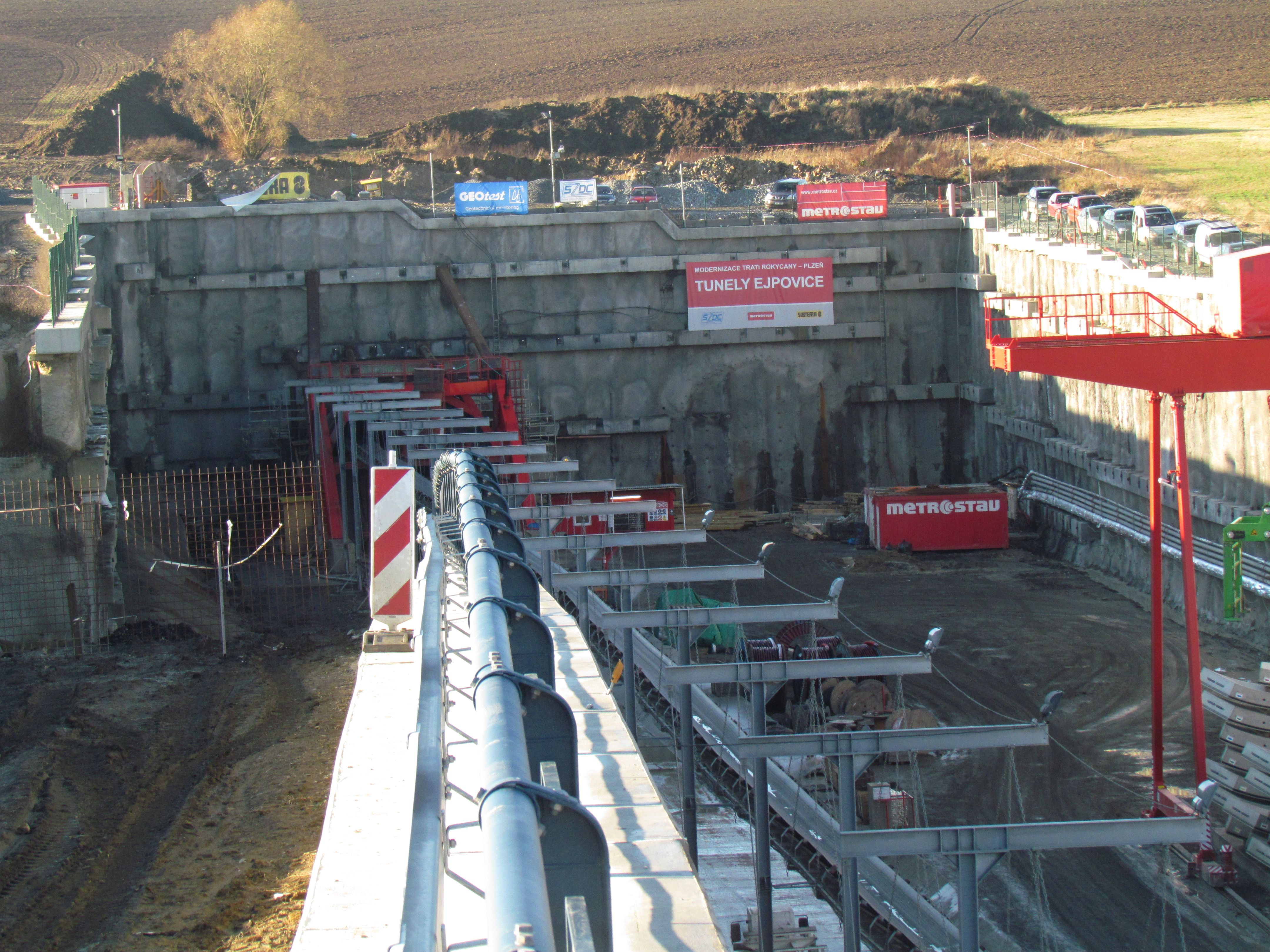
Východní portál tunelu Ejpovice, v době výstavby
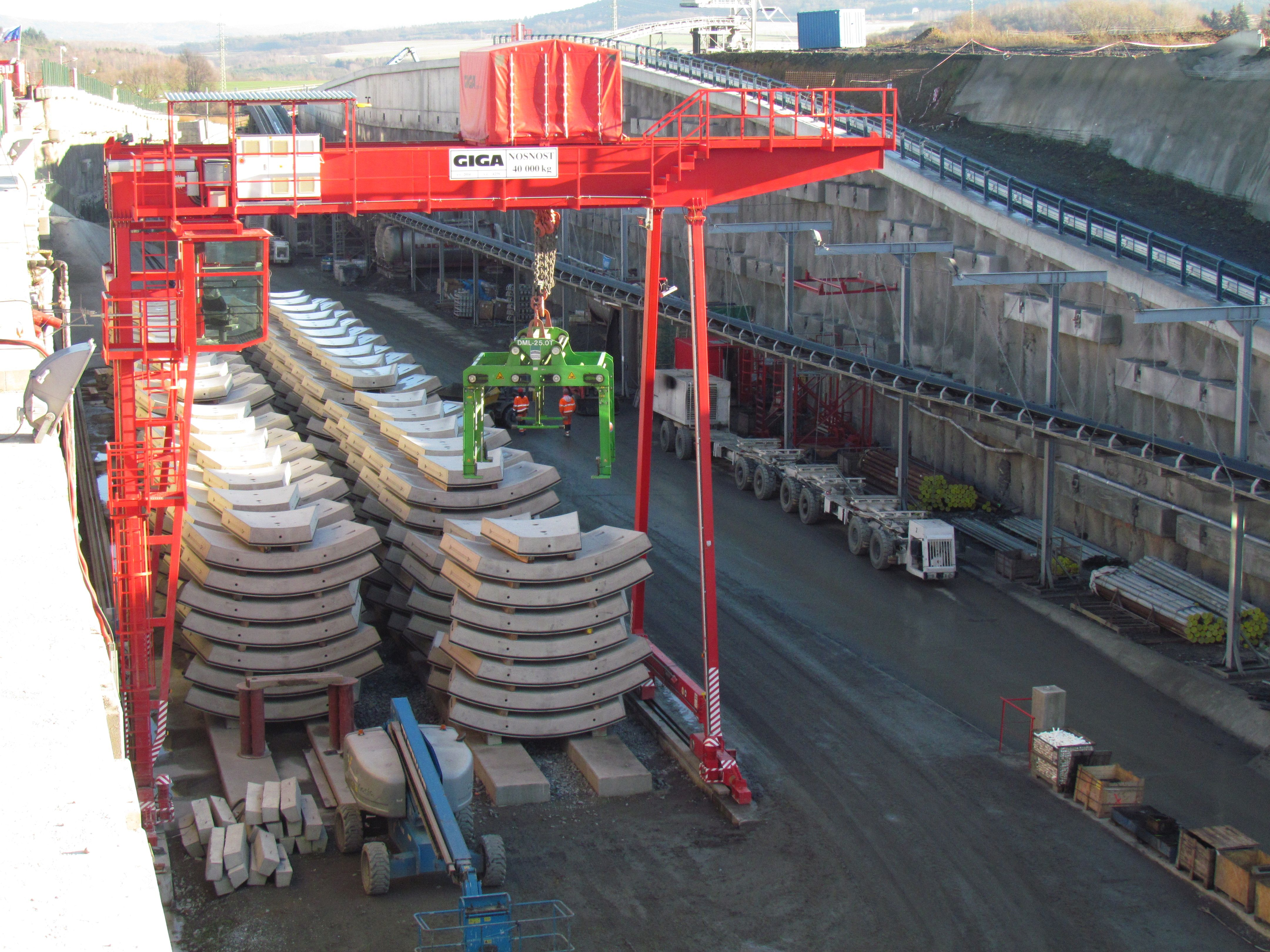
Segmenty ostění před východním portálem tunelu
Areál stavby před východním portálem tunelu Ejpovice
Panoramatický pohled na areál východního portálu z Homolky
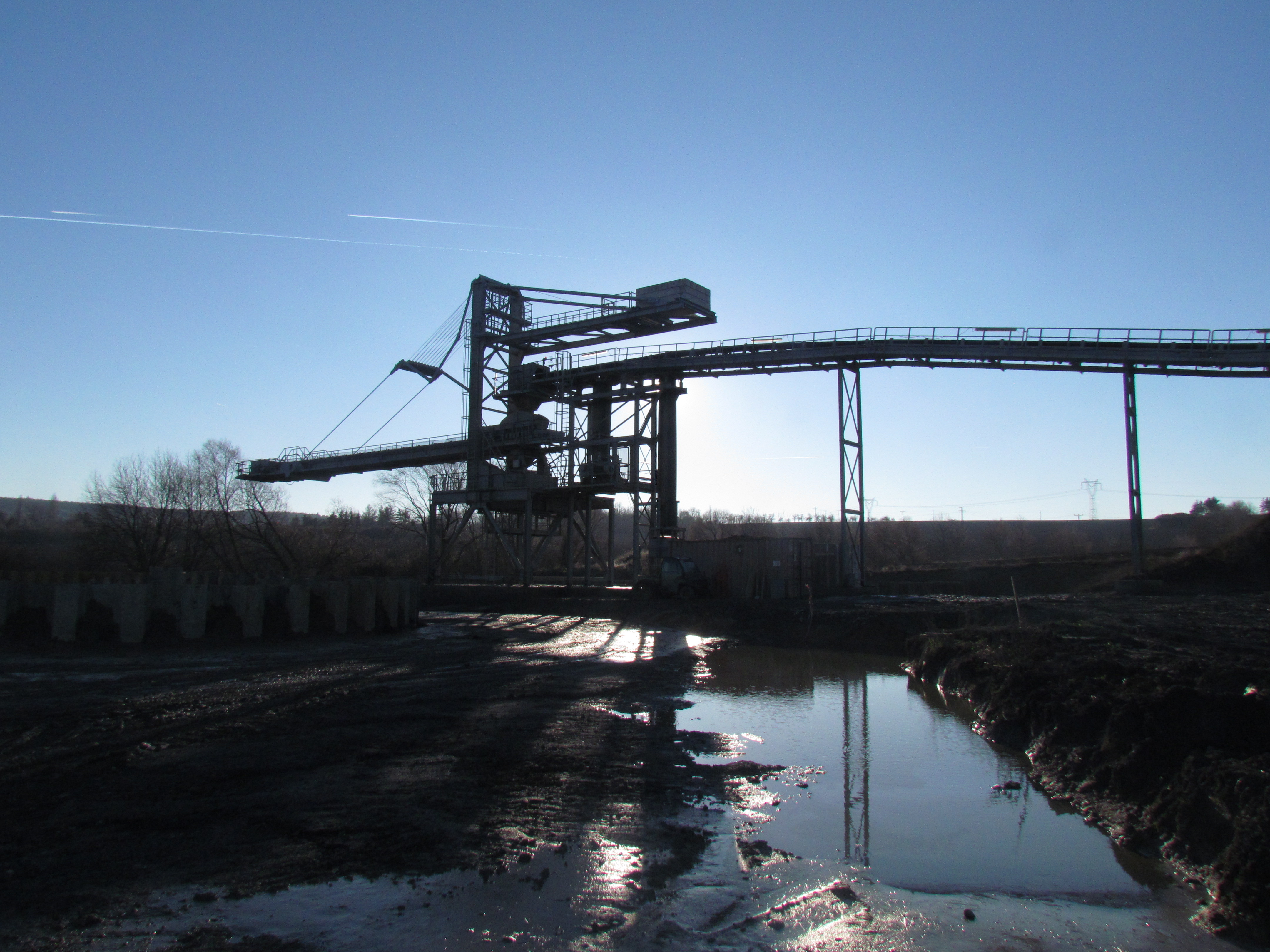
Výsypka u východního portálu
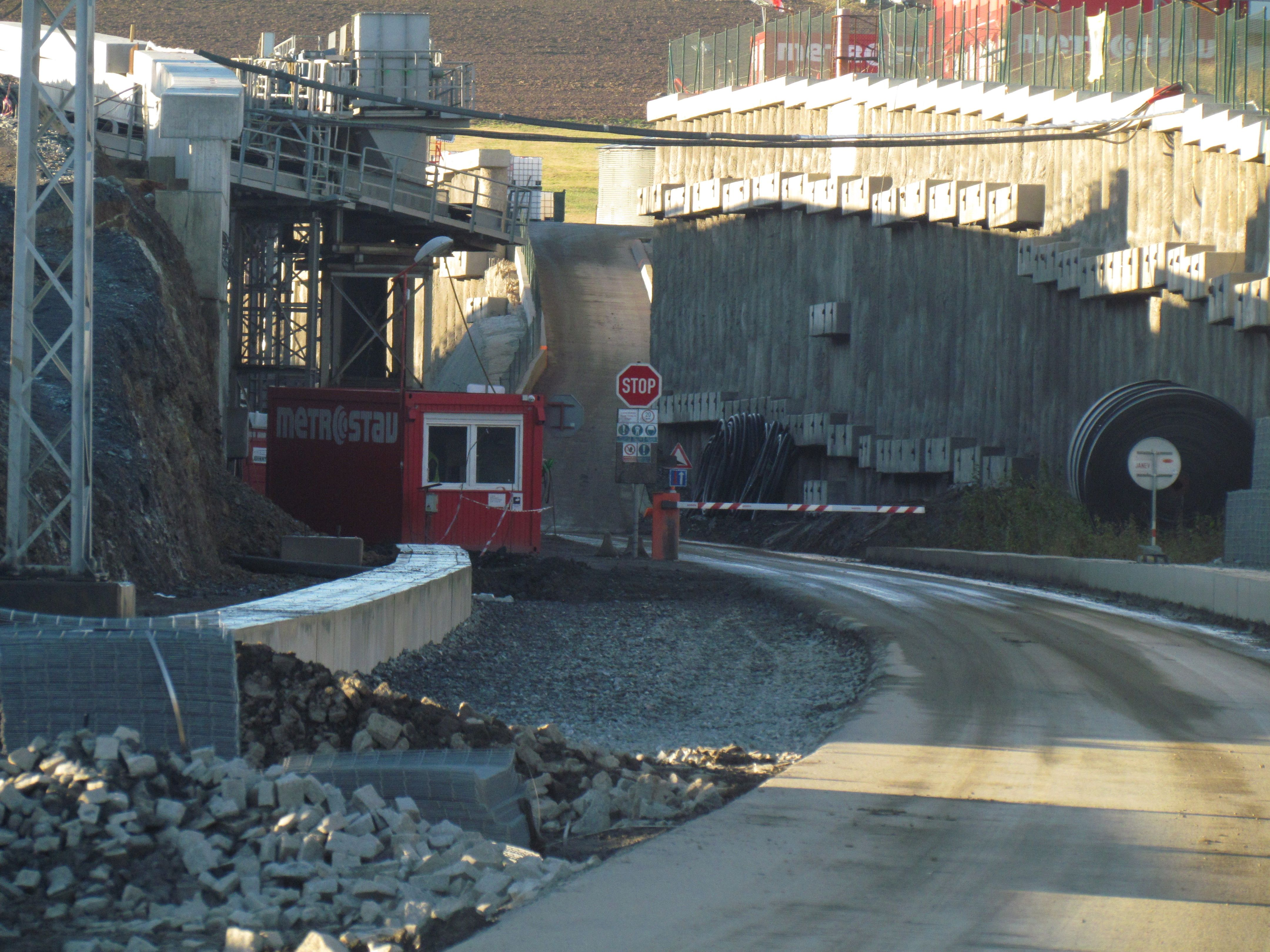
Příjezd k východnímu portálu tunelu Ejpovice koridorem budoucí železniční trati
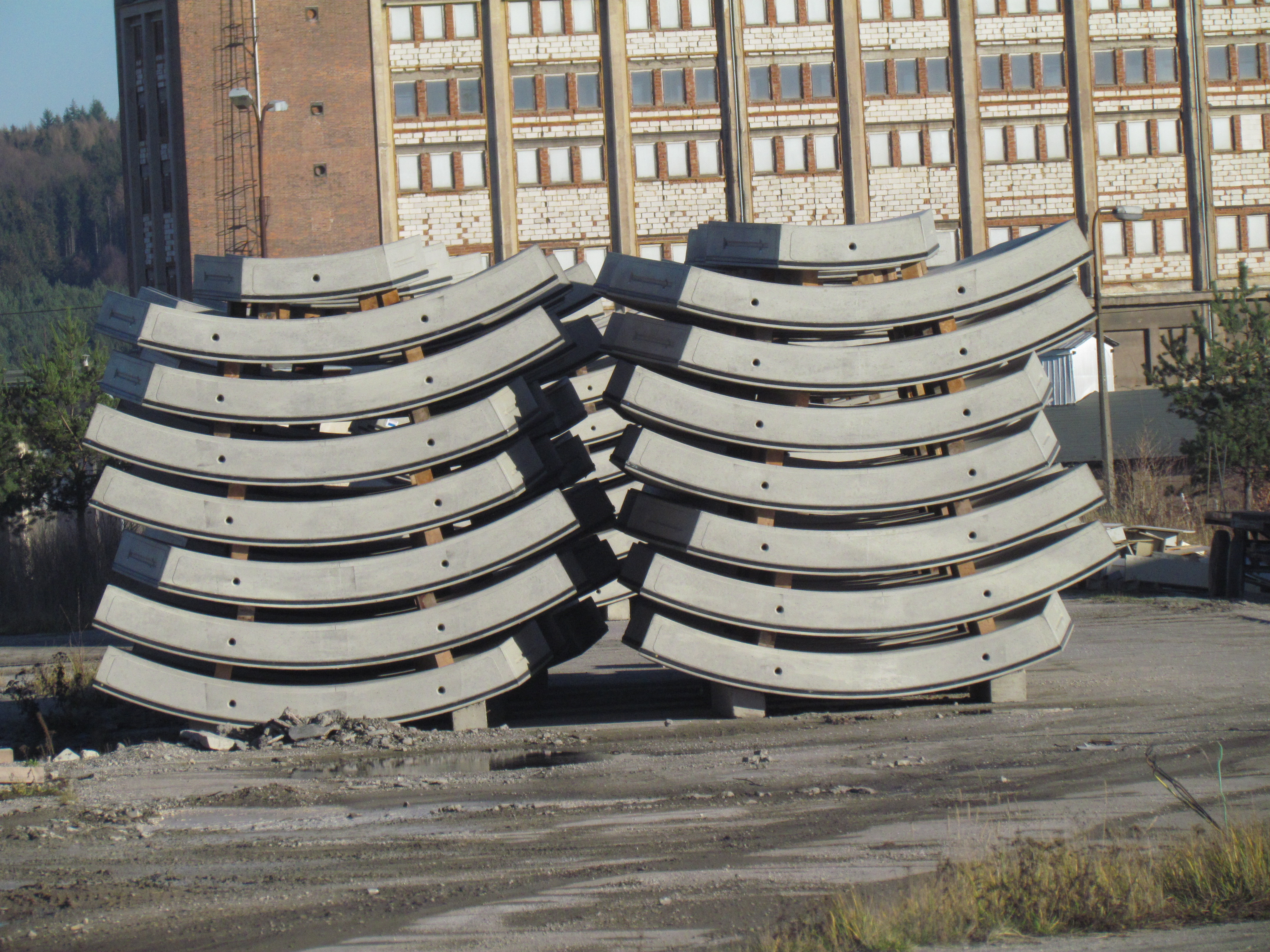
Segmenty betonového ostění tunelu ve výrobním závodě v Dýšině
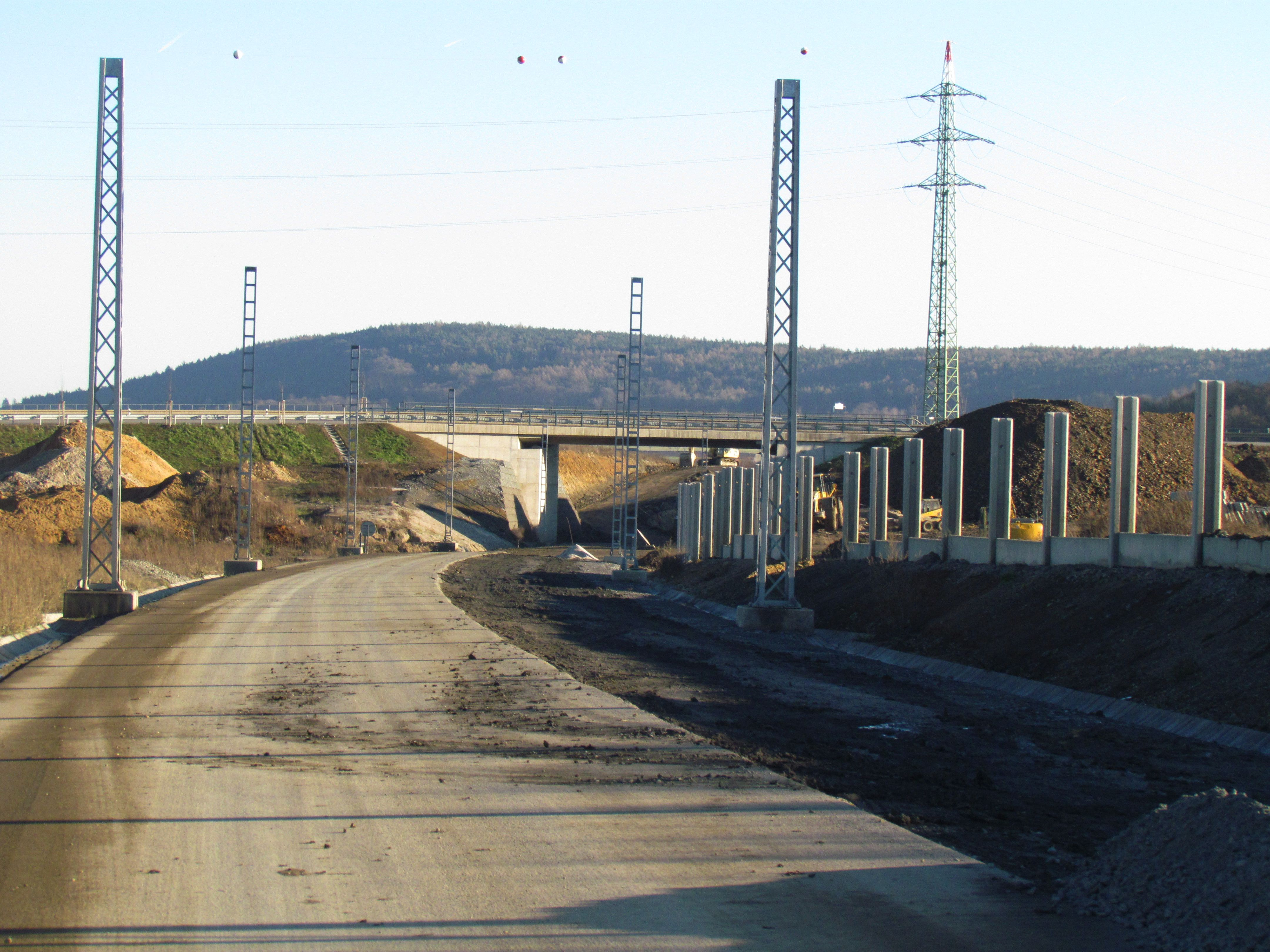
Výstavba přeložky železniční trati, pohled od východního portálu tunelu Ejpovice směrem ke stejnojmenné obci
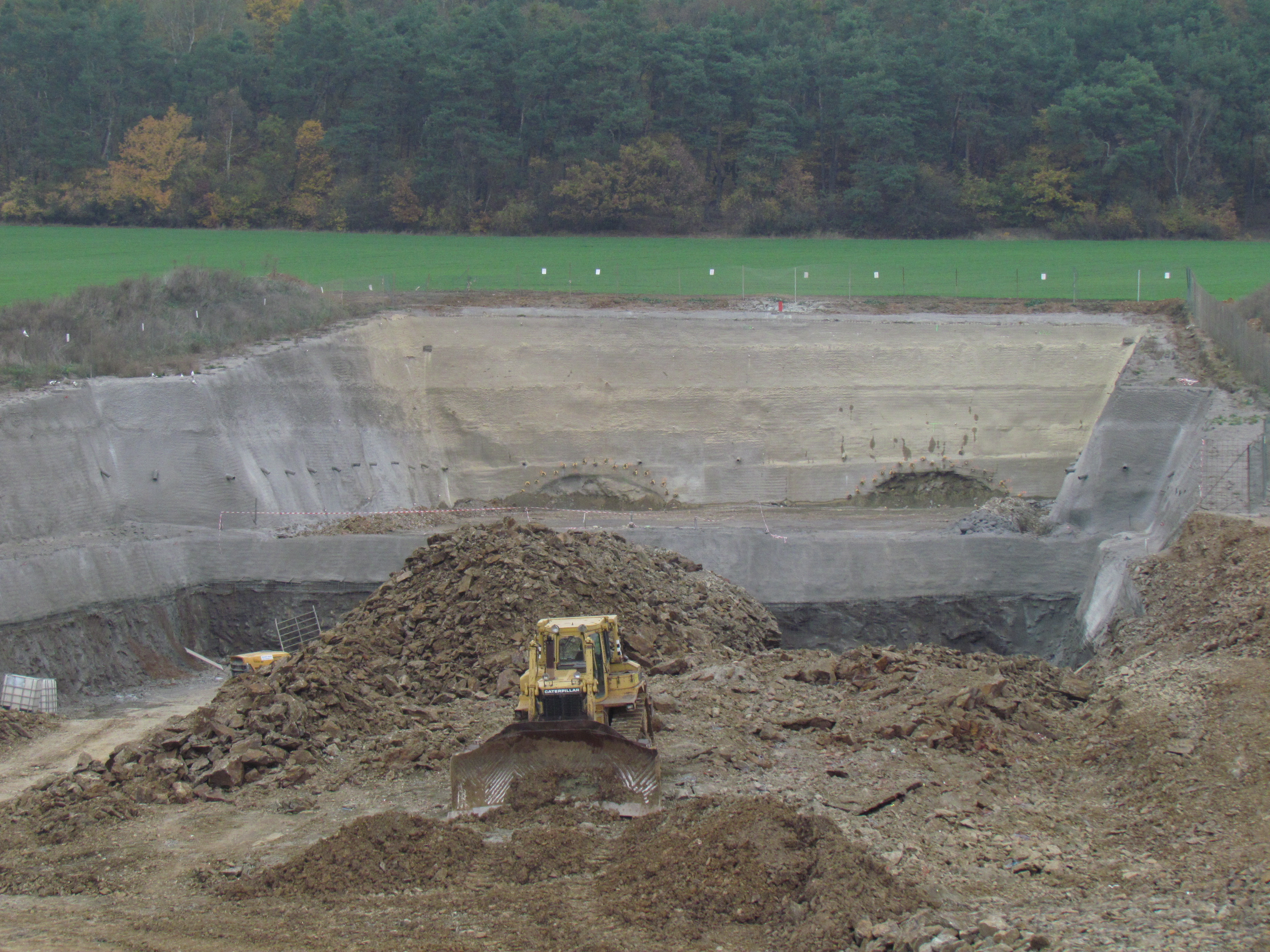
Západní portál železničních tunelů Ejpovice
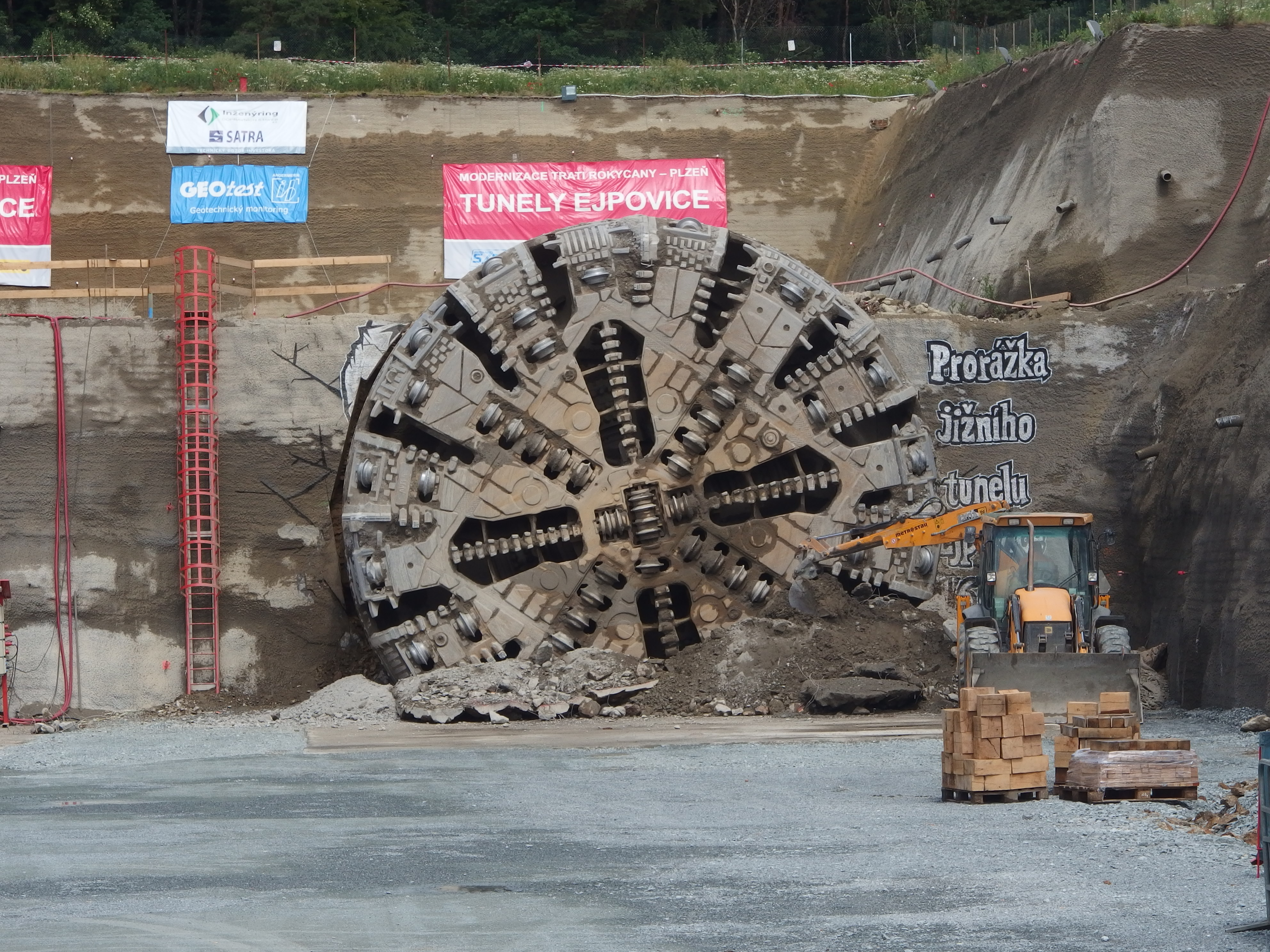
Detailní pohled na razicí štít po provedení prorážky jižního tubusu na západním portálu tunelu
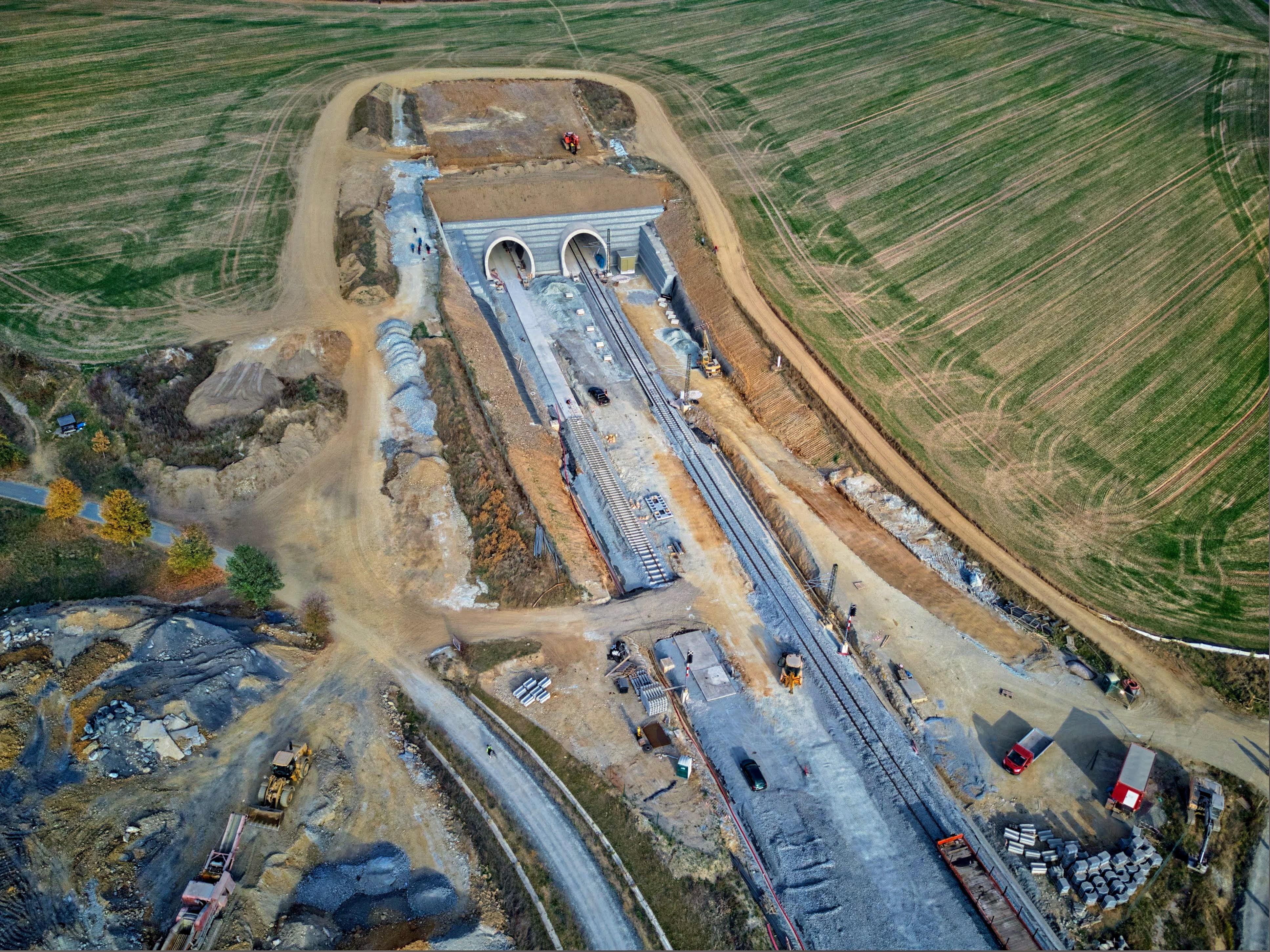
Západní portál měsíc před dokončením